# Krojacz
Krojacz (bułg. Крояч) – wieś w Bułgarii, w obwodzie Razgrad, w gminie Łoznica. W 2023 roku liczyła 121 mieszkańców.